# Mandolin Orange
Watchhouse (tidligere Mandolin Orange) er en folk/Americana/bluegrass duo fra Chapel Hill, North Carolina. Duoen blev formet i 2009 og består af ægteparret Emily Frantz (vokal, violin og guitar) og Andrew Marlin (vokal, mandolin, banjo og guitar). Marlin er desuden den primære sangskriver. Per 2019 har gruppen udgivet fem albums: Haste Make (2011), This Side of Jordan (2013), Such Jubilee (2015), Blindfaller (2016) og Tides of a Teardrop (2019).
De havde deres Danmarksdebut i august 2019 da de optrådte på Tønder festival.

## Diskografi
| Titel                                   | Albumdetaljer                                                          | Højeste hitlisteplacering | Højeste hitlisteplacering | Højeste hitlisteplacering | Højeste hitlisteplacering | Højeste hitlisteplacering | Salgstal    |
| Titel                                   | Albumdetaljer                                                          | US                        | US Country                | US Folk                   | US Heat                   | US Rock                   | Salgstal    |
| --------------------------------------- | ---------------------------------------------------------------------- | ------------------------- | ------------------------- | ------------------------- | ------------------------- | ------------------------- | ----------- |
| Quiet Little Room                       | - Udgivelsesdato: April 10, 2010 - Pladeselskab: Mandolin Orange       | —                         | —                         | —                         | —                         | —                         |             |
| Haste Make / Hard Hearted Stranger      | - Udgivelsesdato: November 8, 2011 - Pladeselskab: Mandolin Orange LLC | —                         | —                         | —                         | —                         | —                         |             |
| This Side of Jordan                     | - Udgivelsesdato: August 20, 2013 - Pladeselskab: Yep Roc Records      | —                         | —                         | —                         | —                         | —                         |             |
| Such Jubilee                            | - Udgivelsesdato: May 5, 2015 - Pladeselskab: Yep Roc Records          | —                         | —                         | 17                        | 21                        | —                         |             |
| Blindfaller                             | - Udgivelsesdato: September 30, 2016 - Pladeselskab: Yep Roc Records   | —                         | —                         | 16                        | 7                         | 42                        |             |
| Tides of a Teardrop                     | - Udgivelsesdato: February 1, 2019 - Pladeselskab: Yep Roc Records     | 164                       | 13                        | 2                         | 1                         | 31                        | - US: 7.500 |
| "—" denotes releases that did not chart |                                                                        |                           |                           |                           |                           |                           |             |